# Raynauth Jeffrey
Pour les articles homonymes, voir Jeffrey.
Raynauth Jeffrey, né le 22 mai 1994 à Georgetown, est un coureur cycliste guyanien. Son palmarès comprend notamment plusieurs titres de champion national. 

## Palmarès et résultats

### Par année
- 2011
  -  Médaillé d'or du contre-la-montre par équipes aux Jeux Inter-Guyanes
  -  Médaillé d'or de la course en ligne aux Jeux Inter-Guyanes
- 2012
  -  Champion de Guyana sur route juniors
  -  Champion de Guyana du contre-la-montre juniors
  -  Médaillé d'or du contre-la-montre par équipes aux Jeux Inter-Guyanes
  - 1re étape du Cheddi Jagan Memorial
  - 4e étape du Bigi Bergi Tour
  -  Médaillé d'argent de la course en ligne aux Jeux Inter-Guyanes
- 2013
  -  Champion de Guyana sur route
  -  Champion de Guyana du contre-la-montre
  - Guyana Season Opener
  - 1re étape du Cheddi Jagan Memorial
  - Father's Day Race
  - Ministry of Culture Youth and Sport 5 Stage Race :
    - Classement général
    - 1re et 4e étapes
- 2014
  -  Champion de Guyana du contre-la-montre
  - Father's Day Race
  - 3e du championnat de Guyane sur route
- 2015
  - Kadir Memorial Cycle Road Race
  - 3e étape de la Ministry of Culture Youth and Sport 5 Stage Race
- 2016
  -  Champion de Guyana du contre-la-montre
  - 2e du championnat de Guyane sur route
- 2017
  -  Champion de Guyana sur route
  -  Champion de Guyana du contre-la-montre
- 2018
  -  Champion de Guyana du contre-la-montre
- 2021
  -  Champion de Guyana du contre-la-montre
  - 2e étape de l'Independence Stage Race

### Classements mondiaux
| Année            | 2016 | 2017 |
| ---------------- | ---- | ---- |
| UCI America Tour | 120e | 53e  |